# Sionkerk (Urk)
De Sionkerk is een kerkgebouw van de Gereformeerde Gemeenten gelegen aan de De Noord 7 in de Nederlandse gemeente Urk. Het gebouw is ontworpen door architect W.M. van Beijnum (Amerongen) en werd in 1993 in gebruik genomen. 

## Geschiedenis
De Urkse Siongemeente ontstond in 1982 als afdeling van de Emmeloordse gemeente. Het jaar daarna nam men een eigen gebouw in gebruik en op 4 juli 1987 werd de gemeente zelfstandig. Nadat op 8 juni 1991 dominee J. Koster, de eerste eigen predikant, in dienst kwam, werd het gebouw al gauw te klein. In 1991 overwoog men verbouwing van de toenmalige kerk, die 200 à 300 zitplaatsen had. Uiteindelijk werd de oude kerk gesloopt in 1992, waarna in acht maanden de nieuwe kerk op dezelfde plaats verrees. Deze werd op zaterdag 6 februari 1993 in gebruik genomen met een rede van de predikant. Deze overleed slechts enkele maanden later, in augustus 1993.

## Uitvoering en inrichting
In de kerk staat een orgel van Jos H. Vermeulen  uit 1925, gebouwd voor de kapel van psychiatrisch ziekenhuis Sancta Maria in Noordwijkerhout. Toen dit in 1993 sloot, is het orgel naar de kort tevoren opgeleverde kerk verplaatst. Bij deze gelegenheid zijn de oorspronkelijke bazuinbekers van het pedaal omgeruild met die van het Van Leeuwen-orgel van de Eben-Haëzerkerk ter plaatse.
Bij de ingebruikname werd gemeld dat er 605 zitplaatsen waren, maar toen de kerk in 2021 in het nieuws kwam, was er sprake van 500 of iets minder. Onder het orgel, dat rechts van de kansel staat, is een vouwwand, waarachter een zijzaal ligt. De bronnen spreken van een zijzaal met ruimte voor 150 mensen, naast de 500 of 605 van de kerkzaal.

## Ophef
In maart 2021 besloot de kerkenraad om, ondanks de coronacrisis en tegen het advies van de Rijksoverheid in, alle leden uit te nodigen tot het bijwonen van kerkdiensten. Men deed dit met een beroep op de wettelijk geregelde vrijheid van godsdienst. Dit veroorzaakte veel ophef. Bij aanvang van de kerkdienst van 28 maart 2021 werden kerkgangers benaderd door verslaggevers, volgens de kerk deels op provocerende wijze, waarop enkelen van hen journalisten fysiek aanvielen.